# جبل هوانغشان

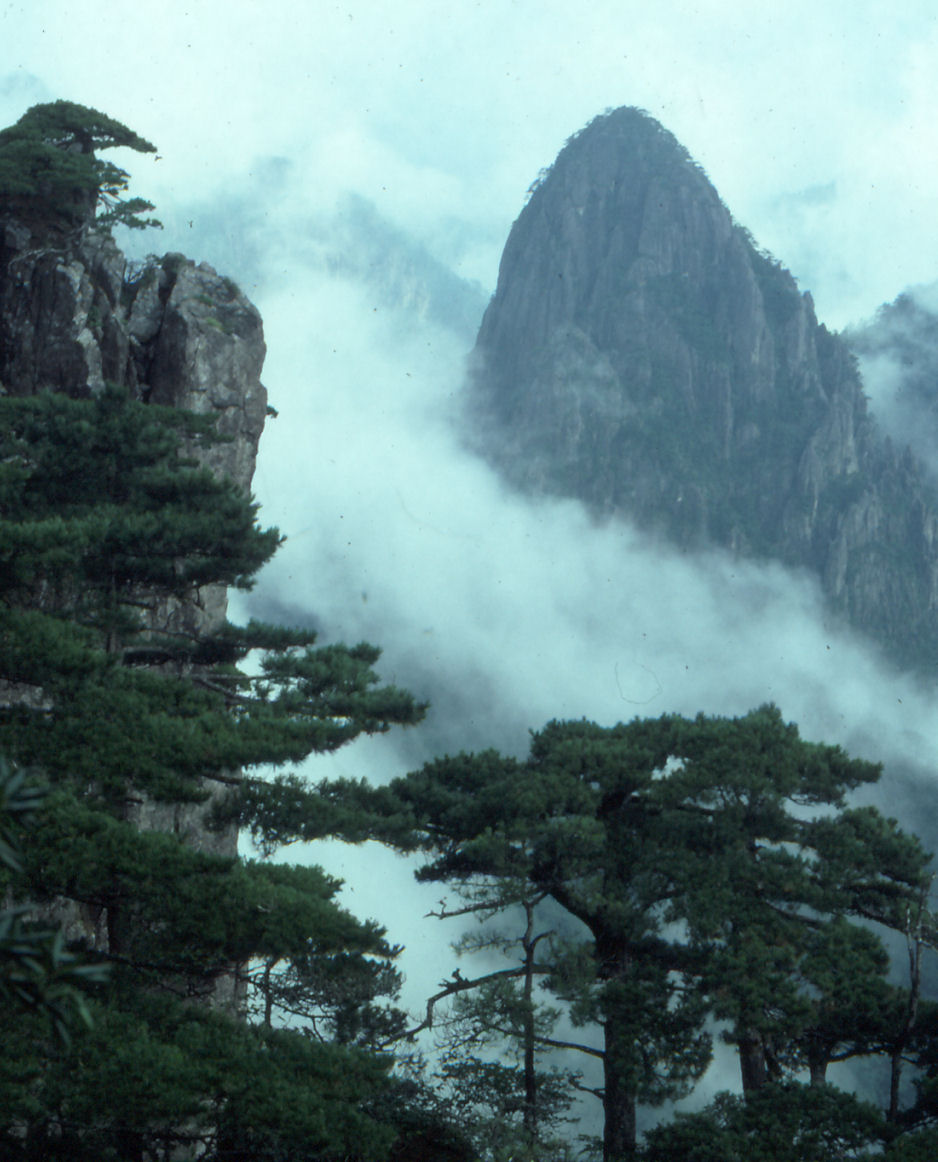

 جبل هوانغشان هي تقع منطقة سياحية واقعة في جنوب مقاطعة آنهوي شرق الصين، تبلغ مساحتها 154 كيلومترا مربعا وتصل مساحة المحمية المحيطة بها إلى 142 كيلومترا مربعا. تمثل معالم القمم المرتفعة فيها منظرا فريدا معه سهب متغيرة الشكل فتصبح المناظر الطبيعية بها متغيرة على الدوام ويطلق على جبل هوانغشان اسم الجبل الأكثر غرابة في الصين. يوجد داخل نطاق منطقة جبل هوانغشان السياحية أكثر من 400 موقع سياحي طبيعي منها أربع عجائب متميزة وهي صنوبر هوانغشان والصخور الغريبة الشكل والسحاب المغطي للجبل والعيون الدافئة. يمثل جبل هوانغشان تشكيلا جيولوجيا نادرا بعد سنين طويلة من الحركات الأرضية حيث تسببت التيارات الجليدية والتآكل الطبيعي في تحويله إلى غابة جبلية واسعة. توجد في جبل هوانغشان «36 قمة كبيرة و36 قمة صغيرة». يبلغ ارتفاع أعلى قمة فيه وهي قمة ليانهوافانغ، 1864 مترا وتوجد 77 قمة أخرى أعلى من الف متر إضافة إلى مئات المواقع من الأنصاب الحجرية والصخور الغريبة.

## معرض صور

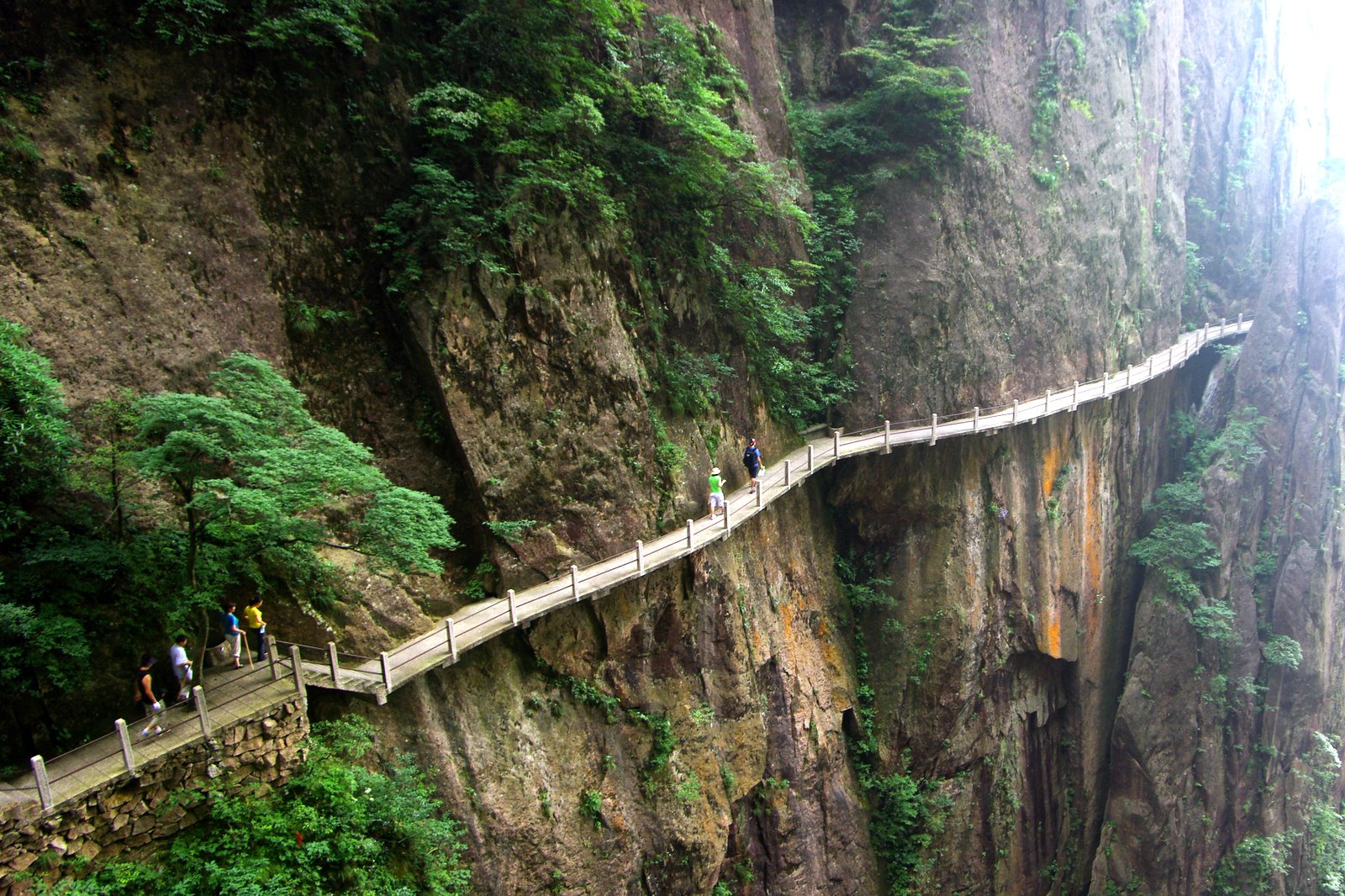
طريق على الجبل
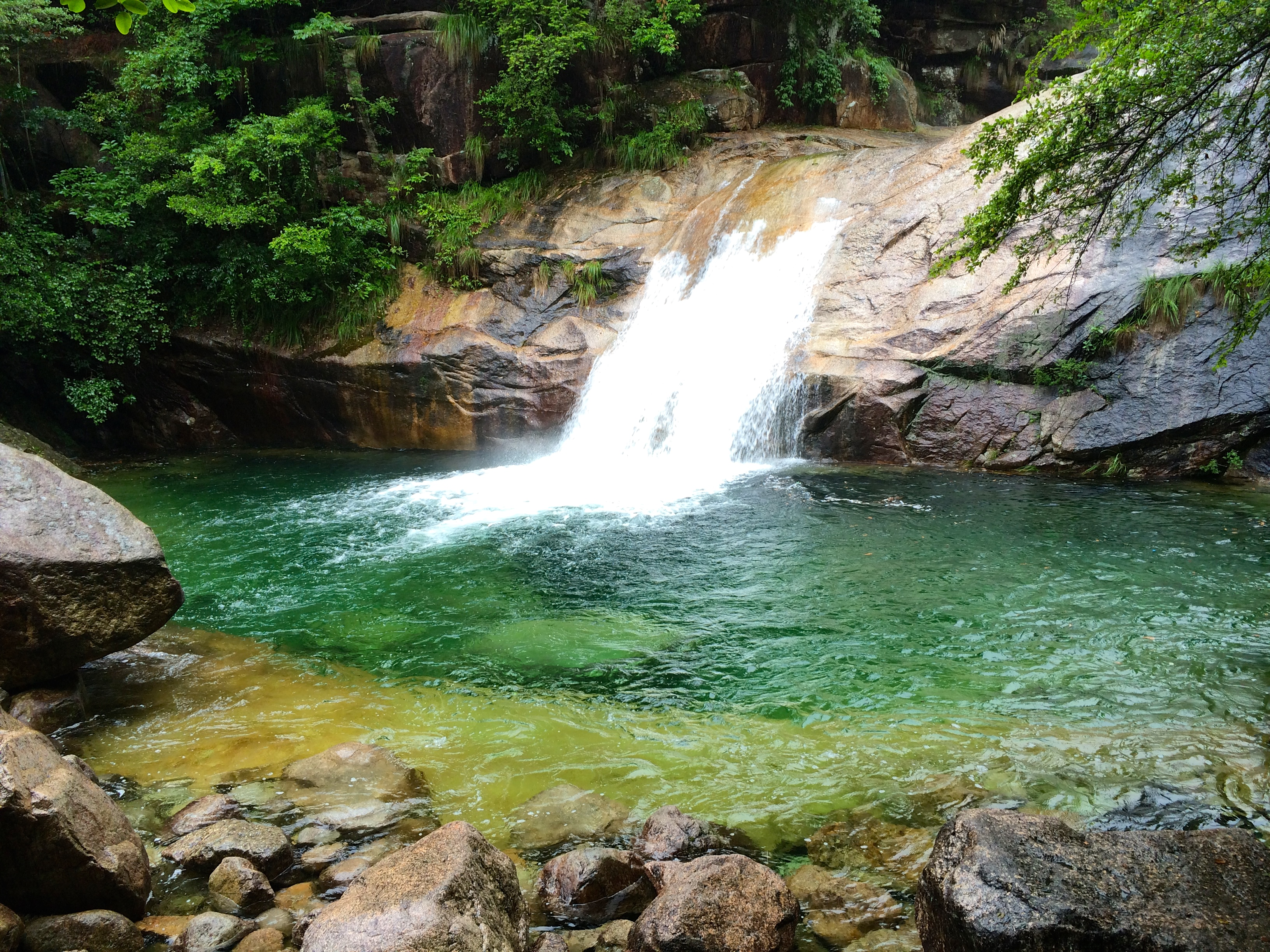
شلال
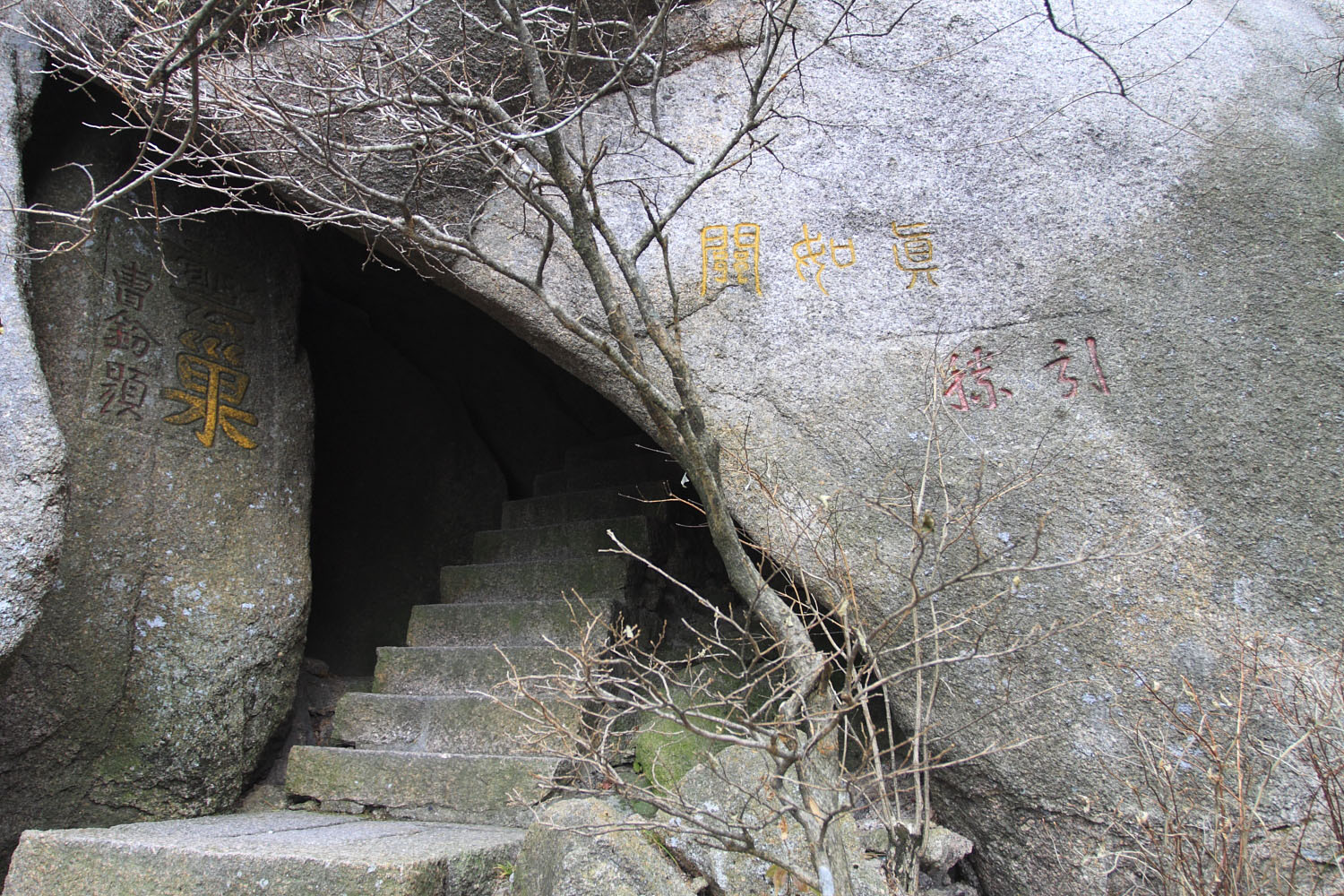
كهف في الجبل
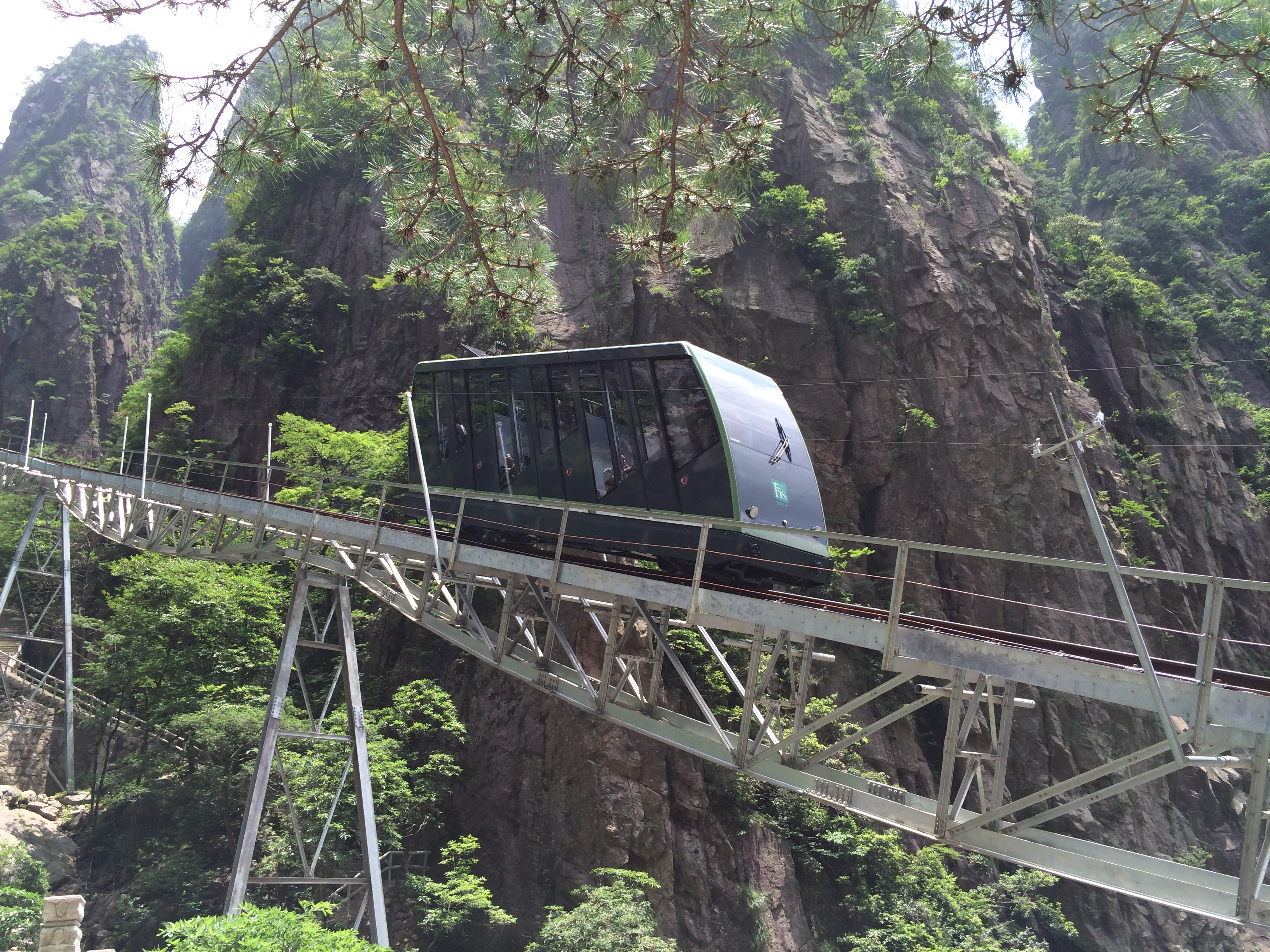
سيارة كهربائية
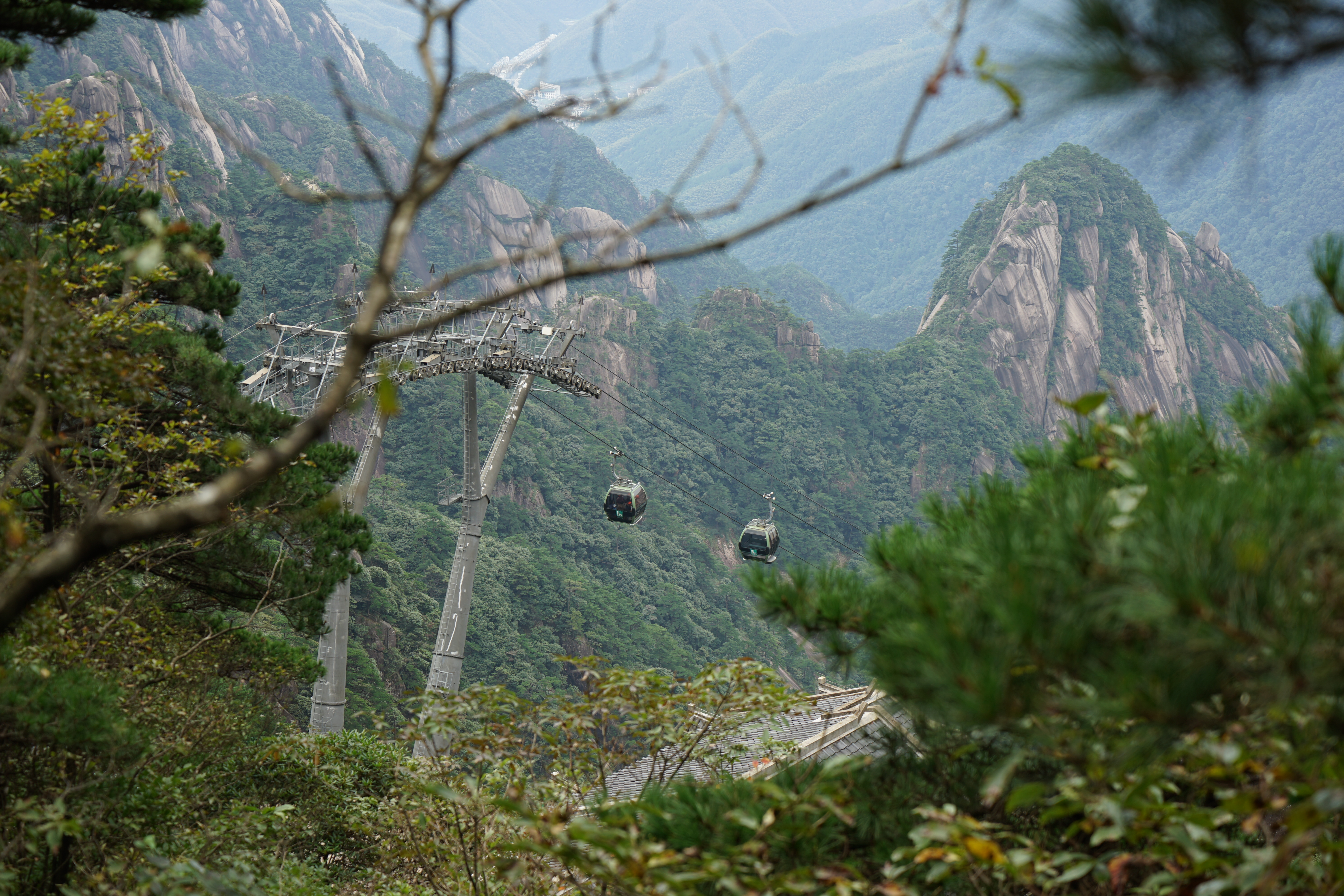
تلفريك
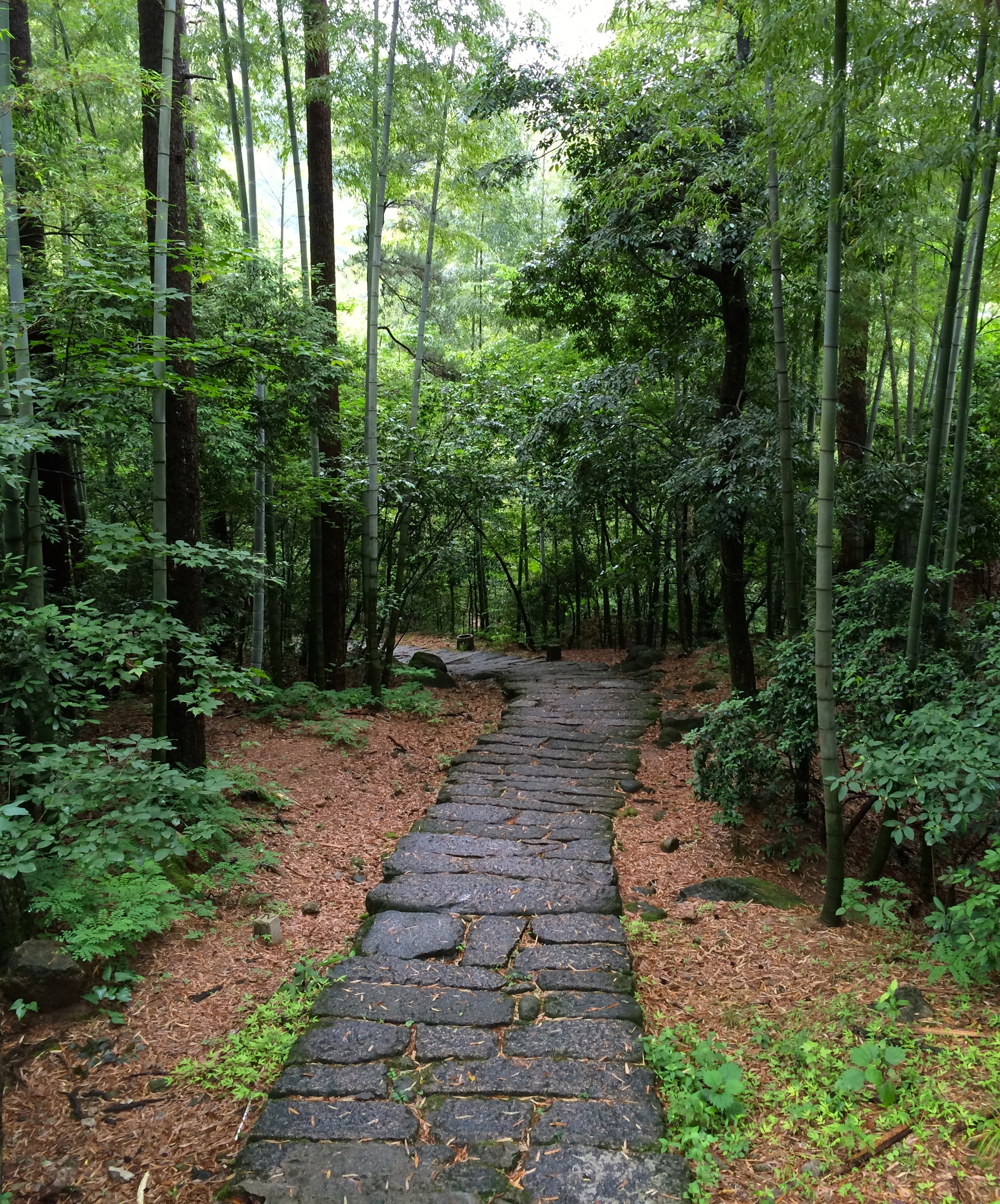
ممشى من الحجر
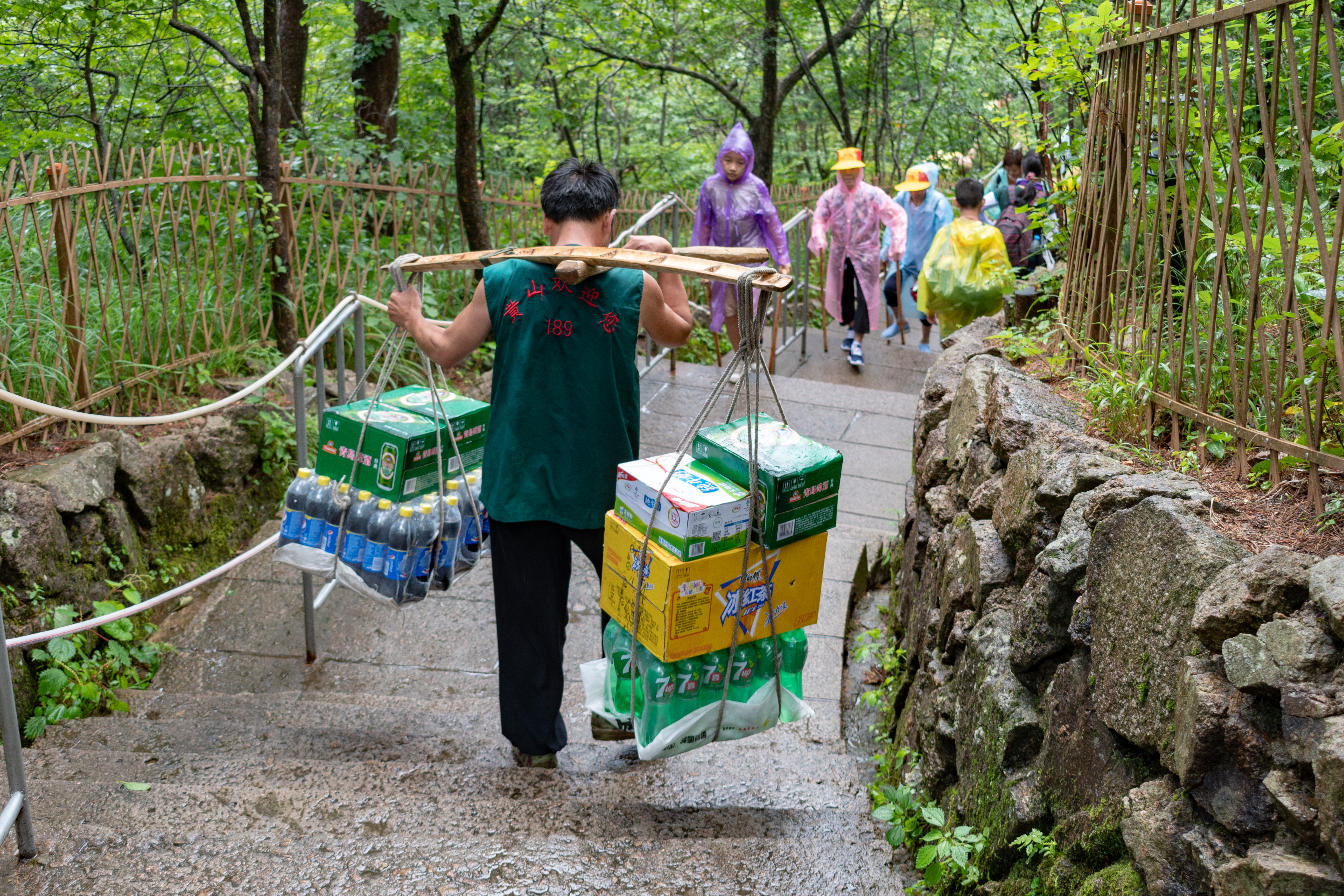
بائع متجول

## المناخ
يظهر الجدول التالي التغييرات المناخية على مدار السنة لجبل هوانغشان:
| البيانات المناخية لـجبل هوانغشان              | البيانات المناخية لـجبل هوانغشان | البيانات المناخية لـجبل هوانغشان | البيانات المناخية لـجبل هوانغشان | البيانات المناخية لـجبل هوانغشان | البيانات المناخية لـجبل هوانغشان | البيانات المناخية لـجبل هوانغشان | البيانات المناخية لـجبل هوانغشان | البيانات المناخية لـجبل هوانغشان | البيانات المناخية لـجبل هوانغشان | البيانات المناخية لـجبل هوانغشان | البيانات المناخية لـجبل هوانغشان | البيانات المناخية لـجبل هوانغشان | البيانات المناخية لـجبل هوانغشان |
| الشهر                                         | يناير                            | فبراير                           | مارس                             | أبريل                            | مايو                             | يونيو                            | يوليو                            | أغسطس                            | سبتمبر                           | أكتوبر                           | نوفمبر                           | ديسمبر                           | المعدل السنوي                    |
| --------------------------------------------- | -------------------------------- | -------------------------------- | -------------------------------- | -------------------------------- | -------------------------------- | -------------------------------- | -------------------------------- | -------------------------------- | -------------------------------- | -------------------------------- | -------------------------------- | -------------------------------- | -------------------------------- |
| متوسط درجة الحرارة الكبرى °م (°ف)             | 0.9 (33.6)                       | 2.5 (36.5)                       | 6.5 (43.7)                       | 11.6 (52.9)                      | 15.4 (59.7)                      | 18.0 (64.4)                      | 20.5 (68.9)                      | 20.3 (68.5)                      | 16.9 (62.4)                      | 12.6 (54.7)                      | 7.9 (46.2)                       | 3.0 (37.4)                       | 11.3 (52.4)                      |
| متوسط درجة الحرارة الصغرى °م (°ف)             | −5.7 (21.7)                      | −4.1 (24.6)                      | −0.5 (31.1)                      | 4.9 (40.8)                       | 9.3 (48.7)                       | 13.0 (55.4)                      | 15.9 (60.6)                      | 15.4 (59.7)                      | 11.6 (52.9)                      | 6.6 (43.9)                       | 1.5 (34.7)                       | −3.5 (25.7)                      | 5.4 (41.7)                       |
| الهطول مم (إنش)                               | 77.7 (3.06)                      | 116.8 (4.60)                     | 179.4 (7.06)                     | 230.9 (9.09)                     | 287.4 (11.31)                    | 416.1 (16.38)                    | 313.4 (12.34)                    | 294.1 (11.58)                    | 172.5 (6.79)                     | 102.4 (4.03)                     | 86.9 (3.42)                      | 59.0 (2.32)                      | 2٬336٫6 (91.98)                  |
| المصدر: National Meteorological Center of CMA |                                  |                                  |                                  |                                  |                                  |                                  |                                  |                                  |                                  |                                  |                                  |                                  |                                  |

## أعلام
- غلوريا أي

## انظر ايضاً
- قائمة مواقع التراث العالمي في الصين